# Бондарь, Григорий Григорьевич
Григо́рий Григо́рьевич Бо́ндарь (порт. Gregório Bondar, укр. Григо́рій Григо́рович Бо́ндар; 18 ноября 1881, Золотоношский уезд, Полтавская губерния, Российская империя (ныне Золотоношский район, Черкасская область, Украина) — 20 февраля 1959, Салвадор, Бразилия) — бразильский агроном, ботаник, миколог, фитопатолог, энтомолог.

## Биография
В 1899—1902 годах получал образование в Красноярске, что позволило ему стать учителем начальной школы в Енисейске. В 1905 году был мобилизован в армию из-за войны с Японией и был арестован полицией царской России за подрывную пропаганду. Благодаря Октябрьскому манифесту вышел на свободу и присоединился к вооружённому восстанию в Красноярске. В 1906 году работал в Северном Китае, потом получил диплом агронома в сельскохозяйственном институте Университета Нанси (Франция), работал в агрономическом институте Кампинаса (1911—1913) и сельскохозяйственном колледже Луиса де Кейруша Университета Сан-Паулу (1913—1916).
После возвращения в Россию опять был арестован, освобождён большевиками, а потом помещён в тюрьму уже самими большевиками. После побега из тюрьмы в 1920 году в Монголию, поселился в штате Баия в 1921 году. Работал на должности начальника сельскохозяйственного департамента штата Баия в городе Салвадор. Некоторое время помощником у него был известный австрийско-парагвайский фотограф и натуралист Адольфо Мария Фридрих.
Возглавлял экспериментальную станцию Института какао. В конце 1932 года в Баию (прежнее название города Салвадор) приехал Николай Иванович Вавилов, который путешествовал по Бразилии. Он посетил Институт какао и с удивлением узнал, что директором этого учреждения является его соотечественник Григорий Бондарь.

## Научная деятельность
Автор больше 200 научных трудов. Автор биологических описаний:
- по крайней мере, 12 новых видов растений семейства Arecaceae;
- почти 400 новых видов насекомых (Insecta);
- 35 родов и около 300 видов жуков (Coleoptera);
- 11 родов клопов (Hemiptera);
- 2 рода трипсов (Thysanoptera).

Специалист по жукам-долгоносикам. Собрал коллекцию из более чем 16 000 экземпляров долгоносиков Южной Америки, описал 318 новых видов. В области фитопатологии выявил бактериальную гниль маниока. Описал Xanthomonas campestris pv. manihotis — возбудитель гомоза маниока.

### Некоторые труды
- Gregorio Bondar. A Cultura do Cacao na Bahia. — São Paulo: Empresa Gráfica da Revista dos Tribunais, 1938.
- Gregorio Bondar. New palms of Bahia; v. 22, no. 9. — Chicago: Field Museum of Natural History, 1942. — (Botanical series).
- Gregorio Bondar. Os insectas damninhos na agricultura. — S. Paulo: Secretaria de agricultura, industria, e commercio, 1950.
- Gregório Gregorievitch Bondar. A Cultura do Coqueiro (cocos nucifera) no Brasil. — Tipografia Naval, 1955.

## Память
В честь Григория Бондаря названо 3 рода насекомых: 
- Bondaria Sampson & Drews 1941 (Hemiptera);
- Bondariella Hustache 1942 (Coleoptera);
- Bondarius Rosado-Neto 2006 (Coleoptera).

Почти 50 видов также носят его имя.
В городе Санта-Крус-Кабралия (штат Баия) в 1968 году открыто исследовательскую станцию, которая названа именем Григория Бондаря (порт. Estação Experimental Gregório Bondar). На этой станции разработана программа диверсификации разных культур, таких как: кокос, банан, вишня, сметанное яблоко, пальмовое масло, ананас, померанец и арбуз. В то же время также разработаны исследования для улучшения урожайности гевеи бразильской и выведения новых сортов какао.
Американский поэт Уильям Стэнли Мервин посвятил Бондарю один из стихов в своей сборке «Путешествия» (англ. «Travels») 1993 года. Мёрвин изображает известного ботаника, который покидает исследуемые им джунгли ради возвращения на родину, где его могут убить. Отрывок из стиха описывает чувства оторванного от родины учёного:

Он был уже вполне

хорош в языке поскольку

не слышал других и все новости

из России, которые достигали его, вещали

на португальском некоторое время до того,

как прибыли старые многонедельные газеты из

Франции и ещё более старые письма

на русском, как лохмотья

сухих листьев прошлого сезона.
Оригинальный текст (англ.)he was already quite
fluent in the language since he
heard no other and any news
of Russia that reached him did so
in Portuguese some time before
the papers arrived weeks old from
France and the still older letters
in Russian like broken pieces
of dry leaves out of a season.

## Комментарии
1. ↑  В своей книге «Пять континентов» Николай Вавилов описывает этот эпизод, но ошибочно называет Григория Бондаря Мироном Филипповичем Бондарем[3].

### На английском языке
- Gilbert M. Joseph. Reclaiming the political in Latin American history: essays from the North. — Durham: Duke University Press, 2001. — ISBN 9780822383260.

### На русском языке
- Н. И. Вавилов, А. Н. Краснов. Пять континентов. Под тропиками Азии. — М.: Мысль, 1987.

### На португальском языке
- Silva Filho. José Tavares da, NOMURA, Hitochi. Gregório Gregorievitch Bondar (1881–1959). — Salvador: Instituto do Cacau da Bahia, 1981.
- Garcez, Angelina Nobre Rolim. Centenário de Gregório Bondar. — Salvador: Instituto do Cacau da Bahia, 1981.
- Teixeira, Alcides Ribeiro. Apresentação. P. 5-6 in: BONDAR, Gregório. Palmeiras do Brasil. — São Paulo: Instituto de Botânica, 1964.